# Synclitodes
Synclitodes là một chi bướm đêm thuộc họ Crambidae.